# Censo boliviano de 2001
El Censo Nacional de Población y Vivienda de Bolivia de 2001 (CNPV 2001), o más conocido también simplemente como Censo de 2001, fue un censo de población que se realizó en Bolivia el 5 de septiembre de 2001, día que fue declarado feriado a nivel nacional. Este censo fue realizado por el Instituto Nacional de Estadística de Bolivia (INE). Históricamente, este fue el décimo censo de población y el cuarto censo de vivienda en toda la historia de Bolivia.

## Resultados
| Puesto | Departamento | Población en 2001 | Población en 1992 | Crecimiento |             | Crecimiento porcentual |             |
| ------ | ------------ | ----------------- | ----------------- | ----------- | ----------- | ---------------------- | ----------- |
| 1      | La Paz       | 2 349 885         | 1 900 786         | 449 099     | Crecimiento | 23,6%                  | Crecimiento |
| 2      | Santa Cruz   | 2 029 471         | 1 364 389         | 665 082     | Crecimiento | 48,7%                  | Crecimiento |
| 3      | Cochabamba   | 1 455 711         | 1 110 205         | 345 506     | Crecimiento | 31,1%                  | Crecimiento |
| 4      | Potosí       | 709 013           | 645 889           | 63 124      | Crecimiento | 9,7%                   | Crecimiento |
| 5      | Chuquisaca   | 531 522           | 453 756           | 77 766      | Crecimiento | 17,1%                  | Crecimiento |
| 6      | Oruro        | 392 451           | 340 114           | 52 337      | Crecimiento | 15,3%                  | Crecimiento |
| 7      | Tarija       | 391 226           | 291 407           | 99 819      | Crecimiento | 34,2%                  | Crecimiento |
| 8      | Beni         | 362 521           | 276 174           | 86 347      | Crecimiento | 31,2%                  | Crecimiento |
| 9      | Pando        | 52 525            | 38 072            | 17 453      | Crecimiento | 37,9%                  | Crecimiento |
|        | Bolivia      | 8 274 325         | 6 420 792         | 1 853 533   | Crecimiento | 28,8%                  | Crecimiento |

### Distribución de la población por regiones geográficas

#### Altiplano, Valles y Llanos
La mayoría de la población boliviana vive en los departamentos de la región del Altiplano, representada en más del 47,71 %, seguida de los departamentos de la región de los Llanos con el 29,54 % y finalmente en los Valles viven el 28,75 % de los bolivianos. 
|  | 41,71 % |

|  | 28,75 % |

|  | 29,54 % |

|  | 100 % |

## Población por grupos de edad
| Censo de 2001 en Bolivia                             | Censo de 2001 en Bolivia          | Censo de 2001 en Bolivia          | Censo de 2001 en Bolivia          |
| Edad                                                 | Año de nacimiento                 | Población                         | %                                 |
| Población Infantil-Preadolescente                    | Población Infantil-Preadolescente | Población Infantil-Preadolescente | Población Infantil-Preadolescente |
| ---------------------------------------------------- | --------------------------------- | --------------------------------- | --------------------------------- |
| 0 a 4 años                                           | Entre 2001 y 1997                 | 1 087 557                         | 13,1                              |
| 5 a 9 años                                           | Entre 1996 y 1992                 | 1 083 747                         | 13,1                              |
| 10 a 14 años                                         | Entre 1991 y 1987                 | 1 026 770                         | 12,4                              |
| Población Adulta-Joven                               |                                   |                                   |                                   |
| 15 a 19 años                                         | Entre 1986 y 1982                 | 873 251                           | 10,6                              |
| 20 a 24 años                                         | Entre 1981 y 1977                 | 780 471                           | 9,4                               |
| 25 a 29 años                                         | Entre 1976 y 1972                 | 611 381                           | 7,4                               |
| 30 a 34 años                                         | Entre 1971 y 1967                 | 522 220                           | 6,3                               |
| 35 a 39 años                                         | Entre 1966 y 1962                 | 469 765                           | 5,7                               |
| Población Adulta-Madura                              |                                   |                                   |                                   |
| 40 a 44 años                                         | Entre 1961 y 1957                 | 414 170                           | 5,0                               |
| 45 a 49 años                                         | Entre 1956 y 1952                 | 336 376                           | 4,1                               |
| 50 a 54 años                                         | Entre 1951 y 1947                 | 274 548                           | 3,3                               |
| 55 a 59 años                                         | Entre 1946 y 1942                 | 214 810                           | 2,6                               |
| 60 a 64 años                                         | Entre 1941 y 1937                 | 166 616                           | 2,0                               |
| Población Adulta-Mayor                               |                                   |                                   |                                   |
| 65 a 69 años                                         | Entre 1936 y 1932                 | 143 287                           | 1,7                               |
| 70 a 74 años                                         | Entre 1931 y 1927                 | 121 053                           | 1,5                               |
| 75 a 79 años                                         | Entre 1926 y 1922                 | 74 682                            | 0,9                               |
| Población Anciana                                    |                                   |                                   |                                   |
| 80 a 84 años                                         | Entre 1921 y 1917                 | 40 344                            | 0,5                               |
| 85 a 89 años                                         | Entre 1916 y 1912                 | 19 198                            | 0,2                               |
| 90 a 94 años                                         | Entre 1911 y 1907                 | 7 846                             | 0,1                               |
| 95 a 100 años                                        | Entre 1906 y 1901                 | 6 233                             | 0,1                               |
| Total                                                | Entre 2001 y 1901                 | 8 274 325                         | 100 %                             |
| Fuente: Instituto Nacional de Estadística de Bolivia |                                   |                                   |                                   |

### Principales ciudades
| Principales ciudades de Bolivia para el año 2001 | Principales ciudades de Bolivia para el año 2001 | Principales ciudades de Bolivia para el año 2001 | Principales ciudades de Bolivia para el año 2001 | Principales ciudades de Bolivia para el año 2001 |
| Puesto                                           | Ciudad                                           | Habitantes                                       | Calificación                                     | Departamento                                     |
| ------------------------------------------------ | ------------------------------------------------ | ------------------------------------------------ | ------------------------------------------------ | ------------------------------------------------ |
| 1°                                               | Santa Cruz de la Sierra                          | 1 113 582                                        | Ciudad Grande                                    | Santa Cruz                                       |
| 2°                                               | La Paz                                           | 789 585                                          | Ciudad Grande                                    | La Paz                                           |
| 3°                                               | El Alto                                          | 647 350                                          | Ciudad Grande                                    | La Paz                                           |
| 4°                                               | Cochabamba                                       | 516 683                                          | Ciudad Grande                                    | Cochabamba                                       |
| 5°                                               | Oruro                                            | 201 230                                          | Ciudad Grande                                    | Oruro                                            |
| 6°                                               | Sucre                                            | 193 876                                          | Ciudad Grande                                    | Chuquisaca                                       |
| 7°                                               | Tarija                                           | 135 783                                          | Ciudad Grande                                    | Tarija                                           |
| 8°                                               | Potosí                                           | 132 966                                          | Ciudad Grande                                    | Potosí                                           |
| 9°                                               | Sacaba                                           | 92 581                                           | Ciudad Intermedia                                | Cochabamba                                       |
| 10°                                              | Montero                                          | 78 294                                           | Ciudad Intermedia                                | Santa Cruz                                       |
| 11°                                              | Trinidad                                         | 75 540                                           | Ciudad Intermedia                                | Beni                                             |
| 12°                                              | Quillacollo                                      | 74 980                                           | Ciudad Intermedia                                | Cochabamba                                       |
| 13°                                              | Yacuiba                                          | 64 611                                           | Ciudad Intermedia                                | Tarija                                           |
| 14°                                              | Riberalta                                        | 64 511                                           | Ciudad Intermedia                                | Beni                                             |
| 15°                                              | Colcapirhua                                      | 41 637                                           | Ciudad Intermedia                                | Cochabamba                                       |
| 16°                                              | Guayaramerín                                     | 33 095                                           | Ciudad Intermedia                                | Beni                                             |
| 17°                                              | Viacha                                           | 29 108                                           | Ciudad Intermedia                                | La Paz                                           |
| 18°                                              | Villazón                                         | 28 045                                           | Ciudad Intermedia                                | Potosí                                           |
| 19°                                              | Tiquipaya                                        | 26 732                                           | Ciudad Intermedia                                | Cochabamba                                       |
| 20°                                              | Camiri                                           | 26 505                                           | Ciudad Intermedia                                | Santa Cruz                                       |
| 21°                                              | Bermejo                                          | 26 059                                           | Ciudad Intermedia                                | Tarija                                           |
| 22°                                              | Tupiza                                           | 21 707                                           | Ciudad Intermedia                                | Potosí                                           |
| 23°                                              | Cobija                                           | 20 820                                           | Ciudad Intermedia                                | Pando                                            |
| 24°                                              | Llallagua                                        | 20 065                                           | Ciudad Intermedia                                | Potosí                                           |
| 25°                                              | San Ignacio de Velasco                           | 19 401                                           | Ciudad Intermedia                                | Santa Cruz                                       |
| 26°                                              | Warnes                                           | 17 872                                           | Ciudad Intermedia                                | Santa Cruz                                       |
| 27°                                              | San Borja                                        | 16 273                                           | Ciudad Intermedia                                | Beni                                             |
| 28°                                              | Villamontes                                      | 16 113                                           | Ciudad Intermedia                                | Tarija                                           |
| 29°                                              | Cotoca                                           | 15 181                                           | Ciudad Intermedia                                | Santa Cruz                                       |
| 30°                                              | Huanuni                                          | 15 101                                           | Ciudad Intermedia                                | Oruro                                            |
| 31°                                              | Punata                                           | 14 742                                           | Ciudad Intermedia                                | Cochabamba                                       |
| 32°                                              | Yapacaní                                         | 14 589                                           | Ciudad Intermedia                                | Santa Cruz                                       |
| 33°                                              | Vinto                                            | 14 180                                           | Ciudad Intermedia                                | Cochabamba                                       |
| 34°                                              | Mineros                                          | 13 283                                           | Ciudad Intermedia                                | Santa Cruz                                       |
| 35°                                              | Santa Ana del Yacuma                             | 12 877                                           | Ciudad Intermedia                                | Beni                                             |
| 36°                                              | Ascensión de Guarayos                            | 12 284                                           | Ciudad Intermedia                                | Santa Cruz                                       |
| 37°                                              | Caranavi                                         | 12 083                                           | Ciudad Intermedia                                | La Paz                                           |
| 38°                                              | El Torno                                         | 11 878                                           | Ciudad Intermedia                                | Santa Cruz                                       |
| 39°                                              | Puerto Suárez                                    | 11 594                                           | Ciudad Intermedia                                | Santa Cruz                                       |
| 40°                                              | Portachuelo                                      | 11 338                                           | Ciudad Intermedia                                | Santa Cruz                                       |
| 41°                                              | Uyuni                                            | 10 551                                           | Ciudad Intermedia                                | Potosí                                           |
| 42°                                              | Achocalla                                        | 10 369                                           | Ciudad Intermedia                                | La Paz                                           |
| 43°                                              | Roboré                                           | 9919                                             | Ciudad Pequeña                                   | Santa Cruz                                       |
| 44°                                              | San José de Chiquitos                            | 9211                                             | Ciudad Pequeña                                   | Santa Cruz                                       |
| 45°                                              | Puerto Quijarro                                  | 8963                                             | Ciudad Pequeña                                   | Santa Cruz                                       |
| 46°                                              | San Ignacio de Moxos                             | 8893                                             | Ciudad Pequeña                                   | Beni                                             |
| 47°                                              | La Guardia                                       | 8572                                             | Ciudad Pequeña                                   | Santa Cruz                                       |
| 48°                                              | Rurrenabaque                                     | 8460                                             | Ciudad Pequeña                                   | Beni                                             |
| 49°                                              | Patacamaya                                       | 8414                                             | Ciudad Pequeña                                   | La Paz                                           |
| 50°                                              | Vallegrande                                      | 7801                                             | Ciudad Pequeña                                   | Santa Cruz                                       |
| 51°                                              | Challapata                                       | 7683                                             | Ciudad Pequeña                                   | Oruro                                            |
| 52°                                              | Pailón                                           | 7285                                             | Ciudad Pequeña                                   | Santa Cruz                                       |
| 53°                                              | San Julián                                       | 6585                                             | Ciudad Pequeña                                   | Santa Cruz                                       |
| 54°                                              | Concepción                                       | 5586                                             | Ciudad Pequeña                                   | Santa Cruz                                       |
| 55°                                              | Sipe Sipe                                        | 3134                                             | Ciudad Pequeña                                   | Cochabamba                                       |